# Jean-Pierre Bacri

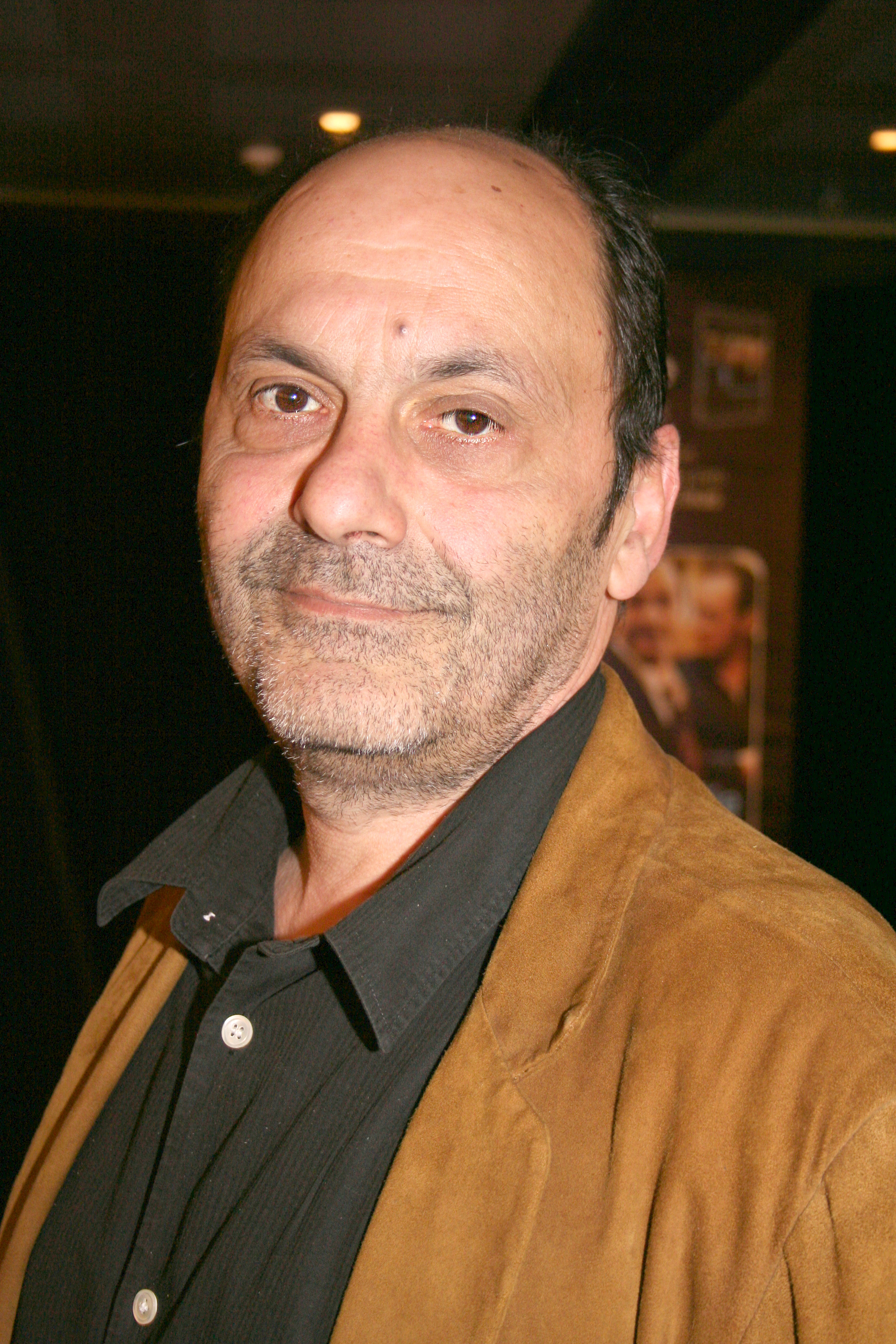
Jean-Pierre Bacri (2007)

Jean-Pierre Bacri (* 24. Mai 1951 in Castiglione, dem heutigen Bou Ismaïl, Algerien; † 18. Januar 2021) war ein französischer Schauspieler und Drehbuchautor.

## Leben
Jean-Pierre Bacri gehörte zu den sogenannten Pied-noirs, den Algerienfranzosen. 1962 wanderte er infolge des Algerienkriegs mit seiner jüdischen Familie nach Cannes aus. Ursprünglich wollte er Lehrer für Latein und Französisch werden, doch stattdessen entschied er sich dafür, in Paris in der Werbebranche zu arbeiten. Er begann ein Schauspielstudium am renommierten Pariser Cours Simon. Anschließend spielte er Theater und debütierte im Film als Anästhesist in dem 1979 erschienenen, von Pierre Granier-Deferre inszenierten, Kriegsdrama Waffe des Teufels an der Seite von Alain Delon und Véronique Jannot.
In seiner Karriere war Bacri insgesamt zehnmal für den französischen Filmpreis César nominiert. Er gewann vier seiner fünf Nominierungen in der Kategorie Bestes Drehbuch, für Smoking / No Smoking, Typisch Familie!, Das Leben ist ein Chanson und Lust auf Anderes. Außerdem wurde er für seine Darstellung des Nicolas in Das Leben ist ein Chanson 1998 als Bester Nebendarsteller ausgezeichnet, womit er eine seiner beiden Nominierungen in dieser Kategorie gewann. Er war mit seiner damaligen Lebenspartnerin Agnès Jaoui beim Europäischen Filmpreis auch für Das Leben ist ein Chanson, Lust auf Anderes und Schau mich an! für das Beste Drehbuch nominiert; für die letzten beiden Filme erhielten sie die Auszeichnung.
Bacri starb im Januar 2021 im Alter von 69 Jahren an den Folgen einer langwierigen Krebserkrankung. Knapp zwei Monate später wurde ihm bei der César-Verleihung postum der Ehrenpreis zuerkannt.

## Filmografie (Auswahl)

### Schauspieler
- 1979: Waffe des Teufels (Le toubib)
- 1982: Der Superboss (Le grand pardon)
- 1983: Abschied von Tadjira (Le grand carnaval)
- 1983: Edith und Marcel (Édith et Marcel)
- 1983: Entre Nous – Träume von Zärtlichkeit (Coup de foudre)
- 1984: Tödliche Angst (La septième cible)
- 1985: Die Kunst, verliebt zu sein (Escalier C)
- 1985: Mörderischer Engel (On ne meurt que 2 fois)
- 1985: Subway
- 1986: Ein Tag in Paris (Suivez mon regard)
- 1986: Mord an einem regnerischen Sonntag (Mort un dimanche de pluie)
- 1988: Ein turbulentes Wochenende (Les saisons du plaisir)
- 1990: Ein Sommer an der See (La Baule-les-Pins)
- 1992: Ein Affenzirkus (Le bal des casse-pieds)
- 1996: Typisch Familie! (Un air de famille)
- 1997: Das Leben ist ein Chanson (On connaît la chanson)
- 1997: Mein Hund, der Fussballstar (Didier)
- 1998: Place Vendôme
- 1999: Kennedy und ich (Kennedy et moi)
- 2000: Lust auf Anderes (Le goût des autres)
- 2002: Asterix & Obelix: Mission Kleopatra (Astérix & Obélix: Mission Cléopâtre)
- 2002: Laura wirbelt Staub auf (Une femme de ménage)
- 2003: Gefühlsverwirrungen (Les sentiments)
- 2004: Schau mich an! (Comme une image)
- 2008: Erzähl mir was vom Regen (Parlez-moi de la pluie)
- 2012: Zwischen allen Stühlen (Cherchez Hortense)
- 2013: Unter dem Regenbogen (Au bout du conte)
- 2015: La vie très privée de Monsieur Sim
- 2017: Das Leben ist ein Fest (Le sens de la fête)
- 2017: Santa & Co. – Wer rettet Weihnachten? (Santa & Cie)
- 2018: Champagner & Macarons – Ein unvergessliches Gartenfest (Place publique)
- 2018: Familienfoto (Photo de famille)

### Drehbuchautor
- 1993: Smoking / No Smoking
- 1996: Typisch Familie! (Un air de famille)
- 1997: Das Leben ist ein Chanson (On connaît la chanson)
- 2000: Lust auf Anderes (Le goût des autres)
- 2004: Schau mich an! (Comme une image)
- 2008: Erzähl mir was vom Regen (Parlez-moi de la pluie)
- 2013: mit Agnès Jaoui: Unter dem Regenbogen (Au bout du conte)
- 2018: mit Agnès Jaoui: Champagner & Macarons – Ein unvergessliches Gartenfest (Place publique)

## Auszeichnungen (Auswahl)
César
- 1986: Nominierung für Subway (Bester Nebendarsteller)
- 1994: Bestes Drehbuch für Smoking / No Smoking
- 1997: Bestes Drehbuch für Typisch Familie
- 1998: Bestes Drehbuch für Das Leben ist ein Chanson
- 1998: Bester Nebendarsteller für Das Leben ist ein Chanson
- 2000: Nominierung für Kennedy und ich (Bester Hauptdarsteller)
- 2001: Bestes Drehbuch für Lust auf Anderes
- 2001: Nominierung für Lust auf Anderes (Bester Hauptdarsteller)
- 2004: Nominierung für Les sentiments (Bester Hauptdarsteller)
- 2005: Nominierung für Schau mich an! (Bestes Drehbuch)
- 2013: Nominierung für Zwischen allen Stühlen (Bester Hauptdarsteller)
- 2016: Nominierung für La vie très privée de Monsieur Sim (Bester Hauptdarsteller)
- 2018: Nominierung für Das Leben ist ein Fest (Bester Hauptdarsteller)
- 2021: Ehrenpreis (postum)

Europäischer Filmpreis
- 1998: Nominierung für Das Leben ist ein Chanson (Bestes Drehbuch)
- 2000: Bestes Drehbuch für Lust auf Anderes
- 2004: Bestes Drehbuch für Schau mich an!